# 장애물 경주 (육상)

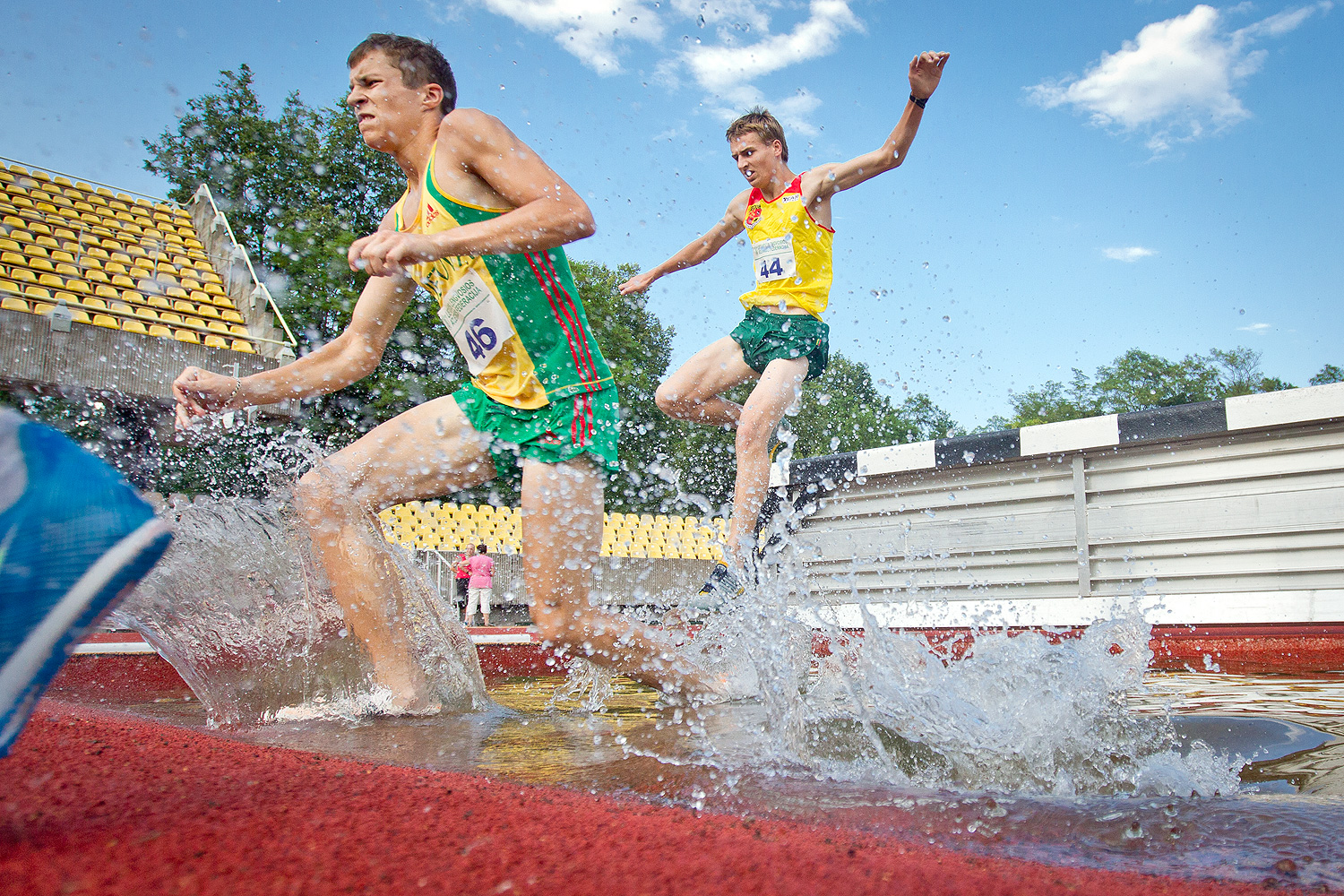
2014년 리투아니아 육상 선수권 대회에서 장애물 경주

장애물 경주(障碍物 競走) 또는 스티플체이스(영어: steeplechase)는 육상에서의 장애물 경주를 의미한다.
이 종목에서 잘 알려진 가장 것은 3000m 장애물 경주이다. 1000m 장애물 경주는 때때로 청소년 육상에서 이루어진다. 이 행사는 아일랜드에서 처음 시작되었다.

## 형식

### 3,000m 장애물 경주
28개의 허들과 7개의 물웅덩이가 있는 코스로 규정집에 정의되어 있다.

### 2,000m 장애물 경주
18개의 허들과 5개의 물웅덩이가 있다.

## 같이 보기
- 허들 경주